# Alcolock
L'Alcolock, chiamato anche ignition interlock device  (IID) oppure breath alcohol ignition interlock device (BAIID), è un dispositivo che registra il tasso alcolemico del guidatore di un veicolo a motore, funzionando in modo analogo ad un piccolo etilometro e va utilizzato obbligatoriamente prima di poter avviare il veicolo e che, in caso di superamento di un certo limite, ne impedisce l'accensione o la guida.
La predisposizione per l'installazione di tale dispositivo sulle autovetture di nuova omologazione, è diventata obbligatoria dal 6 luglio 2022 con l'entrata in vigore del Regolamento Europeo 2019/2144, che tra le altre cose impone l'obbligo di installazione anche di altri sistemi e dispositivi elettronici di sicurezza.

## Descrizione e funzionamento
Il funzionamento del dispositivo richiede che il conducente soffi in un apposito ugello prima di avviare o continuare a utilizzare il veicolo. Se il risultato dell'analisi della concentrazione di alcol è maggiore di quella prevista dal costruttore del veicolo o dalla legislazione del paese in cui esso viene utilizzato, il dispositivo impedisce l'avvio del mezzo. L'alcolock si trova all'interno dell'abitacolo del veicolo, di solito vicino al sedile del conducente, ed è direttamente collegato al sistema di accensione del motore. Il dispositivo ne inibisce l'accensione, fino a quando non viene effettuato un nuovo test che soddisfi i parametri di concentrazione massima di alcool per poter procedere alla guida. A quel punto, il veicolo può essere messo in moto normalmente.